# Paul Baranzelli
Paul Baranzelli (* 19. März 1980) ist ein ehemaliger australischer Eishockeyspieler, der im Verlauf seiner Karriere über 150 Spiele in der Australian Ice Hockey League bestritten hat.

## Karriere
Paul Baranzelli begann seine Karriere als Eishockeyspieler bei den Iron Range Yellow Jackets in der Minnesota Junior Hockey League. In der Spielzeit 2009 debütierte er für die Sydney Bears in der Australian Ice Hockey League. Nach einem Jahr bei Sydney Heat in der unterklassigen East Coast Super League, spielte er von 2012 bis 2014 für die Sydney Ice Dogs, mit denen er 2013 den Goodall Cup, die australische Landesmeisterschaft, gewinnen konnte. Von 2015 an spielte er für den Ligakonkurrenten Melbourne Ice, ehe er sich im August 2017 vom aktiven Profisport zurückzog.

### International
Für Australien nahm Baranzelli erstmals an der Weltmeisterschaft 2015 in der Division II teil, als er mit seiner Mannschaft den Abstieg aus der A- in die B-Gruppe der Division hinnehmen musste. 2016 trug er als bester Abwehrspieler des Turniers maßgeblich zum sofortigen Wiederaufstieg seines Teams bei und spielte daraufhin bei der Weltmeisterschaft 2017 wieder in der A-Gruppe der Division II.

## Erfolge und Auszeichnungen
- 2013 Goodall-Cup-Gewinn mit den Sydney Ice Dogs
- 2016 Aufstieg in die Division II, Gruppe A, bei der Weltmeisterschaft der Division II, Gruppe B
- 2016 Bester Verteidiger bei der Weltmeisterschaft der Division II, Gruppe B